# Phaeoses sabinella
Phaeoses sabinella är en fjärilsart som beskrevs av Forbes 1922. Phaeoses sabinella ingår i släktet Phaeoses och familjen äkta malar. Inga underarter finns listade i Catalogue of Life.